# Nin (krater)
För andra betydelser, se Nin.
Nin är en nedslagskrater med en diameter på 27 kilometer, på planeten Venus. Nin har fått sitt namn efter författaren Anaïs Nin.